# Neperigea niveirena
Neperigea niveirena är en fjärilsart som beskrevs av Harvey 1876. Neperigea niveirena ingår i släktet Neperigea och familjen nattflyn. Inga underarter finns listade i Catalogue of Life.